# Selbstwehr
Die Selbstwehr. Unabhängige jüdische Wochenschrift (česky “Sebeobrana. Nezávislý židovský týdeník”) byl sionistický pražský německojazyčný časopis, který vycházel v letech 1907 až 1938.

## Popis
Židovský týdeník založený Franzem Steinerem měl být reakcí na židovský týdeník Rozvoj vydávaný v češtině (1894–1932).
Název stejně jako programové složení týdeníku spočíval na publikacích Lea Pinskera a Nathana Birnbauma, blízké sionistickému studentskému sdružení Bar Kochba, které v té době vedl Hugo Bergman.
Vedle Selbstwehru se rozvíjelo také nakladatelství Selbstwehr-Verlag, jehož členové vydávali mj. Židovský almanach / Jüdischer Almanach.
V letech 1913 až 1917 byl redaktorem časopisu Siegmund Kaznelson, po různých sporech byla redakce předána Nelly Thiebergerové. Nejvýznamnějším vydavatelem Selbstwehru byli v letech 1919 až 1938 Felix Weltsch, filosof a blízký přítel Maxe Broda a Franze Kafky, kteří byli rovněž čtenáři i přispěvateli Selbstwehru. Kafka zde např. v roce 1915 publikoval svou povídku Před zákonem (něm. Vor dem Gesetz). Ve 30. letech zde psal pravidelné sloupce Tagebuch der Woche Ezriel Carlebach.
V té době byl týdeník nejvýznamnějším sionistickým listem v Československu. Na konci roku 1938 však byl zakázán a vydavatelství krátce nato muselo ukončit činnost.